# Лёве, Дорис
До́рис Бе́нта Мари́я Лёве, урождённая Вален (Wahlén) (швед. Doris Benta Maria Löve, 1918—2000) — шведский ботаник, биогеограф, специалист в области генетики растений.
Научные интересы: цветковые растения, папоротникообразные, мохообразные, грибы.
Большинство работ написала в соавторстве со своим мужем, исландским ботаником Аускедлем Лёве (1916—1994), с которым познакомилась во время совместной учёбы в Лундском университете. Супруги Лёве были соавторами значительного числа ботанических таксонов (иногда это соавторство записывают как «Á.Löve & D.Löve», но иногда встречается запись «Á. & D.Löve»).

## Научные работы
- 1947. Löve, Á; D Löve. Studies on the origin of the Icelandic flora. I. Cyto-ecological investigations on Cakile. Ed. Reykjavík. 29 pp.
- 1953. Löve, Á; D Löve. Studies on Bryoxiphium. The Bryologist: 56; 3: 183—203
- 1954. Löve, Á; D Löve. Cytotaxonomical Studies on the Northern Bedstraw. Am. Midland Naturalist: 52: 1: 88-105
- 1956. Löve, Á; D Löve. Chromosomes & taxonomy of eastern North American Polygonum. Bot. 34 (4): 501—521
- 1975. Löve, Á; D Löve. Nomenclatural adjustments in some European monocotyledons. Folia Geobotanica Vol. 10, Nº 3, ISSN 1211-9520
- 1973 Вавилов Н. И. Origin and Geography of Cultivated Plants. Перевод D. Löve
- 1997 Вавилов Н. И. Five Continents. Перевод D. Löve